# António Ferreira Soares
António Carlos de Carvalho Ferreira Soares (Monserrate, Viana do Castelo, 5 de Fevereiro de 1903 — Nogueira da Regedoura, Santa Maria da Feira, 4 de Julho de 1942), foi um médico e resistente antifascista português.

## Biografia
Nasceu em 1903, na cidade de Viana do Castelo. Pertencia uma família abastada, tendo o seu pai sido juiz. Frequentou o curso de Medicina na Universidade do Porto. Começou a sua carreira como médico em Espinho, e depois em Nogueira da Regedoura, no concelho de Santa Maria da Feira. Ganhou popularidade por dar consultas gratuitas às pessoas de menores recursos, numa região em que grande parte da população vivia na pobreza, devido em parte aos efeitos da Segunda Guerra Mundial. sendo conhecido como médico dos pobres ou Dr. Prata.
Foi militante do Partido Comunista Português, motivo pelo qual foi perseguido pelo regime ditatorial, tendo sido obrigado a esconder-se, embora mesmo na clandestinidade tivesse continuado a dar consultas gratuitas. Em 4 de Julho de 1942, foi assassinado a tiro por agentes da Polícia de Vigilância e Defesa do Estado, a polícia política do regime, na casa onde estava escondido, em Nogueira da Regedoura. Foi sepultado no cemitério de Nogueira da Regedoura.
Foi homenageado em diversas datas pelo Partido Comunista Português com cerimónias no Cemitério de Nogueira da Regedoura, incluindo em Junho de 2009 pela Comissão Concelhia de Santa Maria da Feira, em Julho de 2011 pelas Comissões Concelhias de Santa Maria da Feira e de Espinho, em 2017, e em 4 de Julho de 2024, tendo nesta última sido igualmente organizada uma sessão evocativa no Centro Multimeios de Espinho, que contou com a presença do escritor José Viale Moutinho.